# Aleinu
El Aleinu o Aleinu leshabeaj (en hebreo: עלינו לשבח) (en español: "Es nuestro deber alabar a Dios"), son las palabras iniciales de una oración judía, recitadas al final de los tres períodos de la plegaria diaria, que viene practicándose desde la Edad Media. La primera parte consiste en un rezo de agradecimiento por ser parte del pueblo de Israel (Am Yisroel) y por haber sido elegido para servir a Dios; la segunda parte es una expresión de esperanza por el advenimiento de la Era mesiánica. Aunque tradicionalmente se le atribuye a Josué esta costumbre, a menudo se le otorga el crédito al Rabino Abba Arika, un académico judío de Babilonia que vivió en el siglo III.

## Texto de la oración judía Aleinu en hebreo
עָלֵֽינוּ לְשַׁבֵּֽחַ לַאֲדוֹן הַכֹּל, לָתֵת גְּדֻלָּה לְיוֹצֵר בְּרֵאשִׁית. שֶׁלֺּא עָשָֽׂנוּ כְּגוֹיֵי הָאֲרָצוֹת, וְלֺא שָׂמָֽנוּ כְּמִשְׁפְּחוֹת הָאֲדָמָה; שֶׁלֺּא שָׂם חֶלְקֵֽנוּ כָּהֶם, וְגוֹרָלֵֽנוּ כְּכָל הֲמוֹנָם. וַאֲנַֽחְנוּ כּוֹרְעִים וּמִשְׁתַּחֲוִים וּמוֹדִים לִפְנֵי מֶֽלֶךְ מַלְכֵי הַמְּלָכִים, הַקָּדוֹשׁ בָּרוּךְ הוּא. שֶׁהוּא נוֹטֶה שָׁמַֽיִם וְיוֹסֵד אָֽרֶץ, וּמוֹשַׁב יְקָרוֹ בַּשָּׁמַֽיִם מִמַּֽעַל, וּשְׁכִינַת עֻזּוֹ בְּגָבְהֵי מְרוֹמִים; הוּא אֱלֺהֵֽינוּ, אֵין עוֹד. אֱמֶת מַלְכֵּֽנוּ, אֶֽפֶס זוּלָתוֹ, כַּכָּתוּב בְּתוֹרָתוֹ: וְיָדַעְתָּ הַיּוֹם וַהֲשֵׁבֹתָ אֶל לְבָבֶֽךָ כִּי יְהֹוָה הוּא הָאֱלֺהִים בַּשָּׁמַֽיִם מִמַּֽעַל וְעַל הָאָֽרֶץ מִתָּֽחַת, אֵין עוֹד.

## Transliteración de la oración judía Aleinu en hebreo
Aleynu leshabeach laAdón hakól, latet gdulá leyotzer bereishít shelo asanu kegoyé haaratzót veló samánu kemishpejót haadamá. Shelo sam chalkéinu kahém vegooraléinu kechól hamonám. Veanachnu korím umishtachavím umodím lifnéi Mélech Malchéi Hamlachím Hakádosh Baruch Hu. She Hu noté shamáyim veyósed arétz, Umoshev ikaró bashamayím mimaál, ushchínat uzo begovhei meromím; Hu Elohéinu veein od. Emet Malchéinu efes zulató, kakatúv beTorátó veyadát hayóm vehashevotá al levavechá ki Adonai Hu HaElohím bashamáim mimal veal haaretz mitachát, ein od.

## Traducción de la oración judía Aleinu en hebreo
A nosotros nos corresponde alabar al Señor de todo, atribuir grandeza al Creador de la obra de la creación; para que no nos conduzcamos como las naciones, y para que no seamos como las familias de la tierra; Él no hizo nuestra parte (de la Tierra) como la de ellos, ni nuestro destino como el de los demás. Y nos arrodillamos, nos inclinamos y damos gracias ante el Rey de Reyes, el Santo, Bendito sea. Porque Él inclina los cielos y establece la tierra, y su asiento está en el alto cielo, y su fuerza reside en las alturas; Él es nuestro Dios, no hay otro. Él es Nuestro Verdadero Rey y no hay nada fuera de Él, tal y como está escrito en su Torá: Y sabrás el día de Shabbat en tu corazón que Adonai es el Elohím en los Altos Cielos y abajo en la Tierra, no hay nadie más.